# Martin Müürsepp
Martin Müürsepp (Tallinn, 26 settembre 1974) è un ex cestista e allenatore di pallacanestro estone.

## Carriera
È stato selezionato dagli Utah Jazz al primo giro del Draft NBA 1996 (25ª scelta assoluta).
Con l'Estonia ha disputato i Campionati europei del 2001.

## Palmarès

### Squadra
- Campionato estone: 4

Tallinna Kalev: 1991-92, 1995-96
Tartu Ülikooli: 2006-07
Kalev/Cramo: 2008-09
- Campionato russo: 1

CSKA Mosca: 2004-05
- Coppa di Russia: 1

CSKA Mosca: 2004-05
- Coppa di Grecia: 2

AEK Atene: 1999-2000, 2000-01
- Coppa Saporta: 1

AEK Atene: 1999-2000
- FIBA Europe League: 1

UNICS Kazan': 2003-04

### Individuale
- MVP finals FIBA Europe League: 1

UNICS Kazan': 2003-04